# Kenta Shimaoka
Kenta Shimaoka (島岡 健太 Shimaoka Kenta?), född 26 juli 1973 i Mie prefektur, är en japansk före detta fotbollsspelare.
Shimaoka började sin karriär 1996 i Sagan Tosu. Han spelade 92 ligamatcher för klubben. Han avslutade karriären 2001.